# Goldsmiths (Londýnská univerzita)

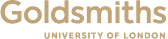
Logo

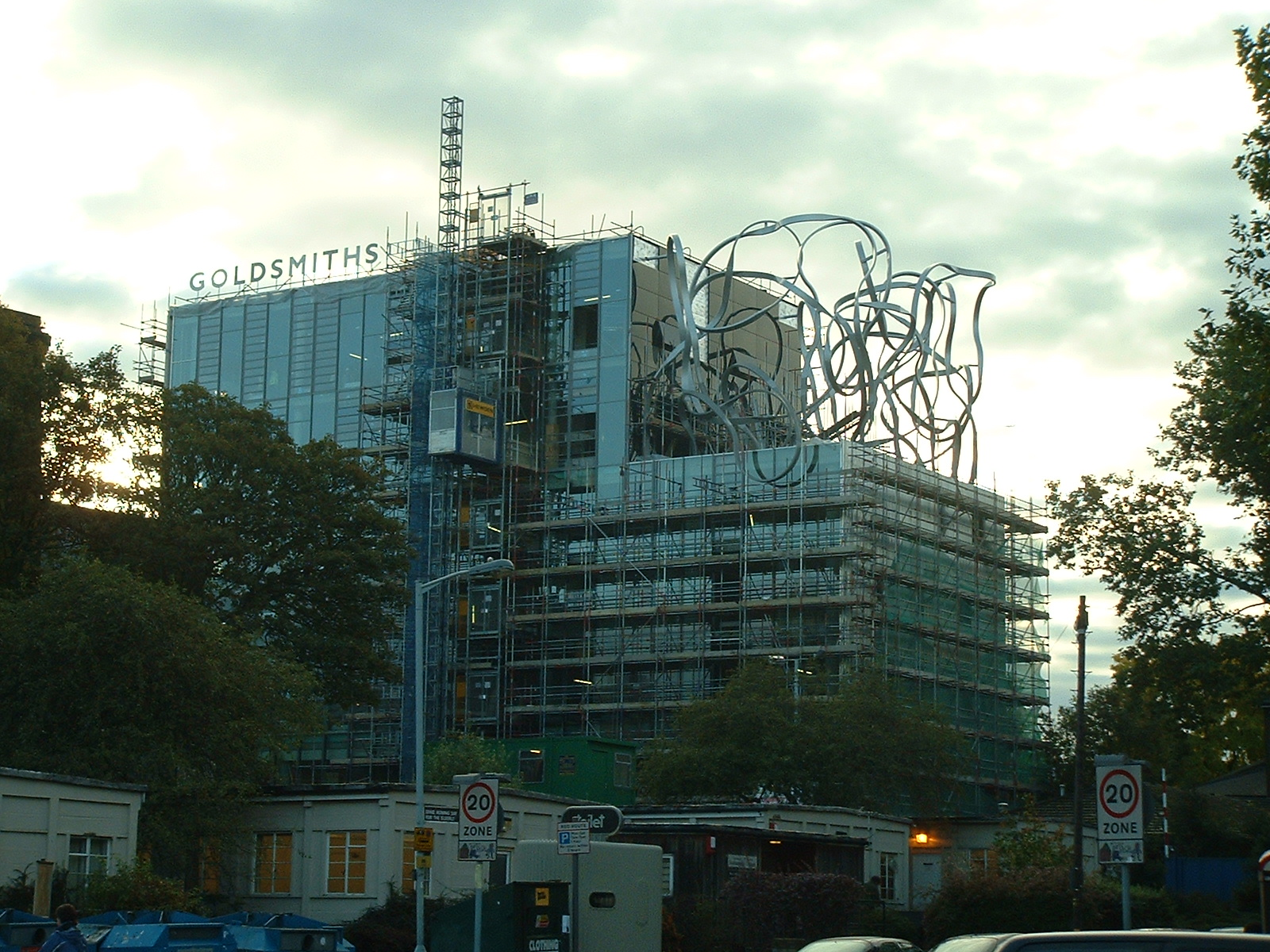
Budova Goldsmiths College

Goldsmiths College je kolej, na které se vyučuje umění. Tato kolej patří k Londýnské univerzitě.

## Historie
V roce 1891 bylo firmou Worshipful Company of Goldsmiths založeno soukromé učiliště Goldsmiths’ Technical and Recreative Institute. V roce 1901 bylo toto učiliště připojeno jako kolej k Londýnské univerzitě. Nejznámější absolventi pocházejí hlavně z doby 80. let, kdy se Goldsmiths vyznačoval velmi otevřeným konceptem výuky. V této době vyšli ze školy umělci jako Tracey Eminová, Brian Molko, Thomas Demand, či Damien Hirst. I dnes má tato škola pověst jedné z nejlepších akademií výtvarných umění na světě. Jsou zde však vyučovány i jiné obory, např. sociologické vědy (Cultural Studies, sociologie a antropologie). Vyučuje zde mnoho známých profesorů jako Paul Gilroy (vyučuje také na LSE), James Curran či Bev Skeggs.

## Známí absolventi
- John Cale (* 1942), velšský hudebník
- Lucian Freud (1922–2011), malíř
- Damien Hirst (* 1965), umělec
- Linton Kwesi Johnson (* 1952), reggae umělec
- Mariele Neudeckerová (* 1965), německá umělkyně
- Mary Quantová (1934–2023), módní návrhářka
- Bridget Rileyová (* 1931), op-art malířka
- Graham Sutherland (1903–1980), malíř